# Marie Sterckmans
Marie Sterckmans, née Françoise Marie Davin le 4 septembre 1878 à Bruxelles et morte après 1956, est un peintre belge.
Son champ pictural couvre les figures, les natures mortes, les portraits et les fleurs.

## Biographie

### Famille
Marie (Françoise Marie) Davin, née le 4 septembre 1878 rue du Marais no 95 à Bruxelles, est la fille d'Honoré Félix Amédée Davin (né en 1844 à Aix-en-Provence), clerc d'avoué, et de Jeanne Dorothée Louise Mestrez (née en 1856 à Liège). Marie Davin épouse le 27 septembre 1905 à Bruxelles l'artiste peintre Michel Sterckmans (1883-1956). Parmi leurs témoins figurent Pierre Paulus, artiste peintre et Rik Wouters, statuaire.

### Carrière
En 1906, Marie Sterckmans expose pour la première fois une figure au Salon de Gand. Elle participe ensuite au Salon de Bruxelles de 1914.
Son mari et elle acquièrent en 1911 la Hof ter Cauwerschueren (Ferme 't Cauwerschueren) à Woluwe-Saint-Lambert, quartier où résident d'autres artistes comme Constant Montald, et où le couple effectue quelques aménagements et demeure jusqu'en 1942.
Membre de l'Académie brabançonne, Marie Sterckmans rejoint l'Art libre lorsque les deux cercles fusionnent afin de participer au Salon de Gand de 1933. L'année suivante, elle expose à la XIXe biennale de Venise.
Veuve le 7 avril 1956, la vie et la carrière de Marie Sterckmans – qui réside à La Hulpe – ne sont plus documentées après cette date.

## Œuvre

### Caractéristiques
Son champ pictural couvre les figures, les natures mortes, les portraits et les fleurs. Sander Pierron juge la figure qu'elle expose à Gand en 1906 comme une « jolie toile affectueuse d'intimisme et discrète de coloration ». Lorsqu'elle expose au Salon de Bruxelles de 1914, le critique Gisbert Combaz estime que ses tableaux sont « tout à fait exquis et d'un talent remarquable ». En 1933, le critique Richard Dupierreux écrit au sujet des tableaux de Marie Sterckmans : « quelle grâce exquise, quelle délicatesse de touche dans le Portrait au manteau gris et dans Le Bouquet. Cette artiste ajoute une fluidité ravissante qui ont la grâce décorative des vieilles porcelaines de Saxe ».

### Expositions
- Salon de Gand (XXXIXe) de 1906 : Figure[8].
- Exposition à l'école communale de Boitsfort de 1908 : Portrait de femme et Miroir[11].
- Salon de Bruxelles de 1914 : Nature morte, Tête d'enfant et Fleurs[3].
- IIe Exposition du cercle L'Art libre au Cercle artistique de Bruxelles en 1933 : Portrait au manteau gris et Le Bouquet[10].
- Salon de Gand (XLVe) de 1933[5].
- IIIe Exposition du cercle L'Art libre au Cercle artistique de Bruxelles en 1934[12].
- IVe Exposition du cercle L'Art libre au Cercle artistique de Bruxelles en 1935 : Bouquets, Clowns et Sœurs[13].
- Salon de printemps au Palais des Beaux-Arts à Bruxelles en 1935[14].
- Exposition des femmes artistes de l'Europe au Jeu de Paume en 1937 à Paris : Maternité[15].
- Salon de Gand (XLVIe) de 1937[16].
- VIIe Exposition du cercle L'Art libre au Cercle artistique de Bruxelles en 1938[17].
- Salon d'été au Cercle artistique de Bruxelles en 1940 : Maternité[18].

### Collections muséales
- Musée des Beaux-Arts de Gand : La Provençale (s.d.), huile sur toile, format 75,5 × 57,5 cm, inventaire no 1933-S[19].